# Krzysztof A. Worobiec
Krzysztof Andrzej Worobiec (ur. 1953 w Świebodzinie) – polski geograf, muzealnik, działacz społeczny, publicysta, malarz i fotograf.

## Życiorys
Urodził się w 9 stycznia 1953 roku w Świebodzinie, dzieciństwo spędził w Zielonej Górze.  Jest synem Marii i Antoniego Worobców, których zainteresowania inspirowały później jego poszukiwania zagubionych wiosek w Puszczy Piskiej. Rodzice pochodzili z małej wsi na Podolu. Młody Worobiec mieszkał w Zielonej Górze, Wrocławiu i Berlinie. Absolwent Uniwersytetu Wrocławskiego, gdzie ukończył geografię (specjalizacja: geomorfologia) w 1978 roku. W latach 1982–1985 studiował na Freie Universität Berlin w Berlinie Zachodnim.
W 1989 roku po raz pierwszy odwiedził z żoną Mazury, a w 1992 roku osiadł w Kadzidłowie. W 1999 roku zamieszkali tam na stałe gdzie prowadzą dom "Oberża pod Psem" oraz stworzyli osadę kulturową złożoną z zabytkowych budynków drewnianych przeniesionych z Mazur i Kurpi, wpisaną w 2004 roku do rejestru zabytków.

## Działalność

### Stowarzyszenie "Sadyba"
W 2004 roku wraz z żoną założył Stowarzyszenie na rzecz Ochrony Krajobrazu Kulturowego Mazur „Sadyba”, którego jest prezesem. Jest inicjatorem akcji społecznych takich jak „Ratujmy Aleje”, „Zagubione Wioski Puszczy Piskiej”, promuje ideę powołania Mazurskiego Parku Narodowego i Starowierskiego Parku Kulturowego.

### Projekt „Zagubione wioski Puszczy Piskiej”
Od 2009 do listopada 2019 roku  prowadził wraz ze Stowarzyszeniem „Borussia” z Olsztyna autorski wolontariacki projekt  Stowarzyszenia "Sadyba" pod nazwą „Zagubione wioski Puszczy Piskiej”. Projekt realizowany był w dwóch etapach: w latach 2009–2011 oraz 2017–2019. W tym czasie zorganizowano letnie obozy wolontariackie, w których uczestniczyli studenci z Polski, Niemiec i Rosji oraz młodzież z Pisza. W ramach działań uporządkowano i zinwentaryzowano 13 opuszczonych i zaniedbanych cmentarzy, przywracając pamięć o nieistniejących już wsiach Puszczy Piskiej. Celem projektu było symboliczne „ocalenie od zapomnienia” wiosek, które przestały istnieć po 1945 roku.  Ważnym aspektem projektu była także popularyzacja idei oraz działalność edukacyjna – poprzez oznakowanie dawnych lokalizacji wsi, wytyczanie tras pieszo-rowerowych oraz publikacje.  Pierwszy cykl projektu realizowany był we współpracy Stowarzyszenia „Sadyba”, Stowarzyszenia „Borussia” z Olsztyna, Regionalnego Ośrodka Badań i Dokumentacji Zabytków w Olsztynie (obecnie Narodowy Instytut Dziedzictwa) oraz Nadleśnictwa Pisz. Drugi cykl prowadzony był z udziałem Stowarzyszenia "Borussia", fundacji Stiftung Gerhart-Hauptmann-Haus z Düsseldorfu, które finansowało udział niemieckich studentów w projekcie oraz Nadleśnictwa Pisz  i Stowarzyszenia Przyjaciół Starego Ogólniaka z Pisza. W działaniach terenowych uczestniczyli studenci historii z Uniwersytetu Heinricha Heinego w Düsseldorfie, studenci architektury krajobrazu z Uniwersytetu Warmińsko-Mazurskiego w Olsztynie oraz uczniowie Liceum Ogólnokształcącego w Piszu. W ramach projektu powstał film dokumentalny Im Rücken der Geschichte (2017)
oraz filmy TVP Zaginione Wioski i Zagubione wioski Puszczy Piskiej oraz program radiowy Wioska jak las
O projekcie tym pisze Robert Traba w posłowiu "Rzecz o nadawaniu sensu".
Jest autorem monumentalnej  książki "Zagubione wioski Puszczy Piskiej".

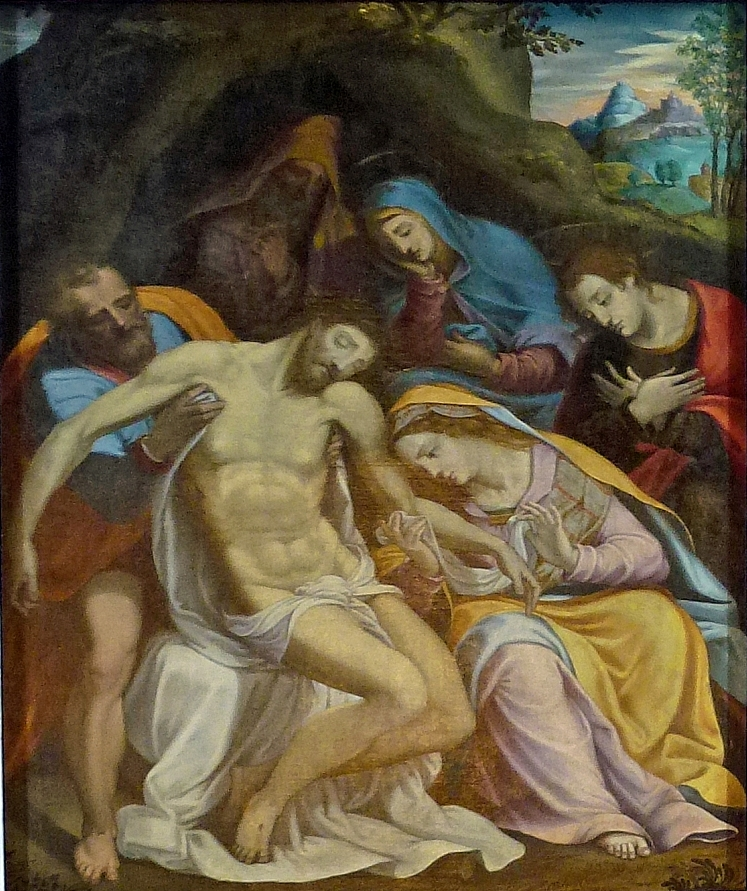
Opłakiwanie Chrystusa; Arcydzieło włoskiego mistrza podarowane
przez pruskiego króla Wilhelma I. Znajduje się w kościele Podwyższenia Krzyża Świętego w Ukcie

### Ukta
W 2010 roku Krzysztof Worobiec zainteresował się  obrazem ołtarzowym w kościele w Ukcie na Mazurach. Jego poszukiwania doprowadziły do ustalenia,
że obraz został przekazany ze zbiorów królewskiego muzeum w Berlinie przez króla Wilhelma I Hohenzollerna, który objął patronatem budowę kościoła w Ukcie. Obraz został namalowany przez Girolama Muziano, włoskiego malarza z XVI wieku lub pochodzi z jego warsztatu. W efekcie tych ustaleń obraz został poddany konserwacji a wraz z nim nastawa ołtarzowa wykonana przez królewskiego stolarza.
Obraz znajduje się w kościele Podwyższenia Krzyża Świętego w Ukcie.

### Ratujmy Aleje
W 2004 roku Krzysztof Worobiec zainicjował akcję „Ratujmy aleje”, prowadzoną przez Stowarzyszenie „Sadyba”. Była to ogólnopolska kampania edukacyjna, interwencyjna i wydawnicza, mająca na celu przeciwdziałanie masowym i często nielegalnym wycinkom drzew przydrożnych. Inicjatywa zyskała poparcie wielu organizacji pozarządowych oraz osób ze środowisk kulturalnych. W jej ramach podejmowano próby nowelizacji ustawy o ochronie przyrody w zakresie ochrony drzew. Kampania przyczyniła się do nagłośnienia problemu w mediach polskich i niemieckich, zwiększając społeczną wrażliwość na ten temat. Działania „Sadyby” doprowadziły do przeprowadzenia kontroli przez Najwyższą Izbę Kontroli, która potwierdziła nieprawidłowości w zakresie wycinek. W 2010 roku Krzysztof Worobiec doprowadził do uchwalenia poprawki do ustawy o ochronie przyrody, wzmacniającej ochronę drzew przydrożnych.

### Oberża pod psem
Oberża jest prowadzona w domu w Kadzidłowie na Mazurach. W 2003 restauracja uzyskała pierwsze miejsce w plebiscycie czytelników olsztyńskiego wydania Gazety Wyborczej jako "ulubiona restauracja na Warmii i Mazurach", była notowana w przewodnikach po restauracjach Gault&Millau Polska jako miejsce będące "kwintesencją mazurskiej kuchni".
Miejsce i okolica były prezentowane m.in. przez czasopismo Vogue w listopadzie 2019 roku w fotografii Mary McCartney. Oberża pod psem jest opisana jako "kultowa" w wydaniu Vogue z 2025.

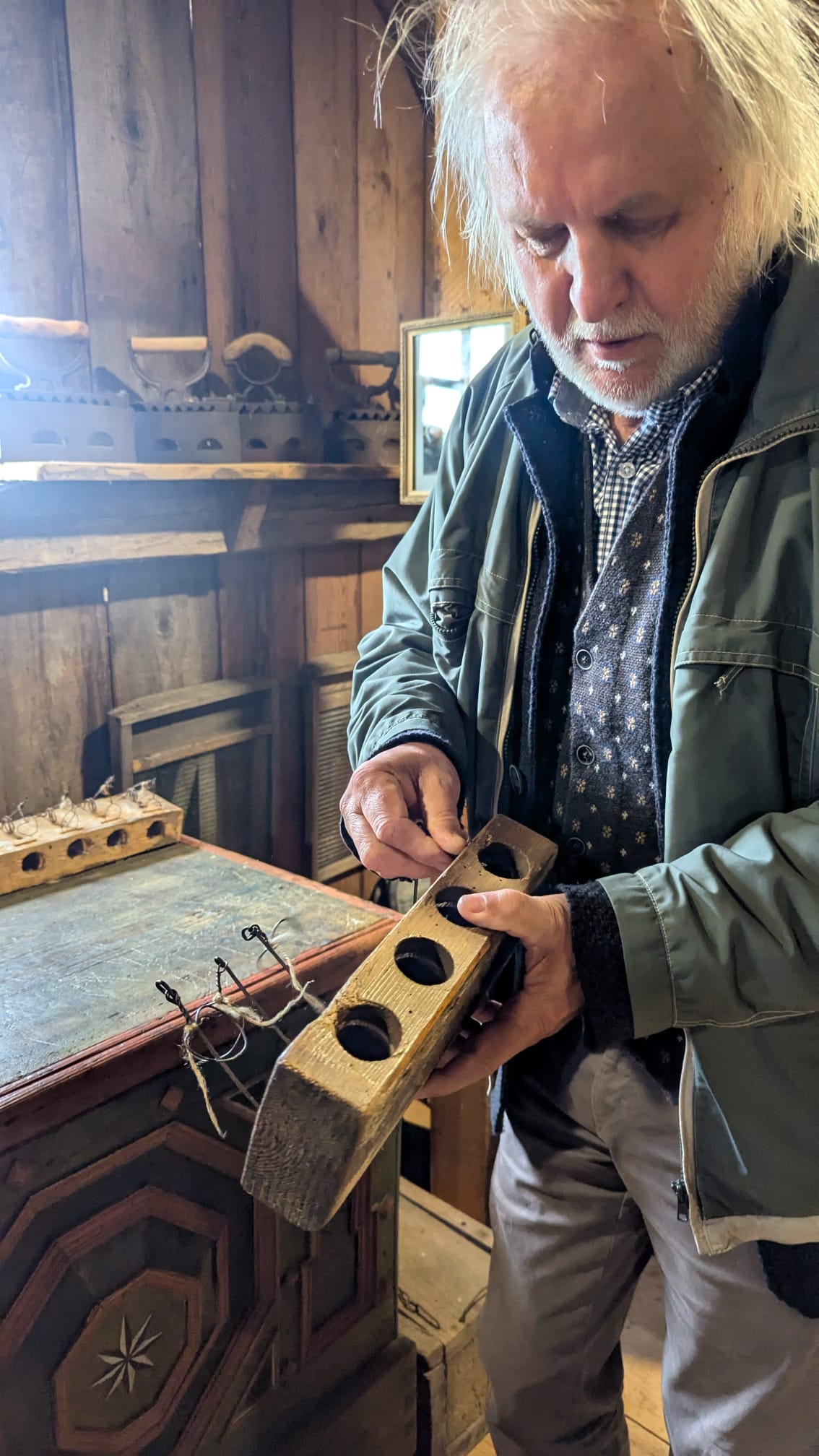
Krzysztof Worobiec z drewnianą pułapką na myszy z czterema metalowymi pętlami

### Skansen w Kadzidłowie
Osada Kulturowa założona przez Danutę i Krzysztofa Worobców znajduje się w Kadzidłowie, dawnej wsi starowierskiej założonej w 1832 roku. Składa się z siedmiu drewnianych budynków przeniesionych z południowej części Mazur i pogranicza mazursko-kurpiowskiego. W 2004 roku Osada została wpisana do rejestru zabytków województwa warmińsko-mazurskiego (nr A-4288) jako „jedyny tej skali zespół architektury drewnianej w województwie”, ze względu na wysoką wartość naukową, historyczną, estetyczną i krajobrazową. Najcenniejszym obiektem jest ponad 200-letnia chałupa podcieniowa z Warnowa, w której mieści się prywatne muzeum etnograficzne z rekonstrukcją mieszkania gospodarza i szkoły wiejskiej. W innych budynkach znajdują się m.in. „Oberża pod Psem”, pokoje gościnne, ekspozycje muzealne, bajnia (rosyjska łaźnia parowa) oraz warsztat. Osada pełni funkcje edukacyjne, muzealne i turystyczne. Wnętrza „Oberży pod Psem”, ozdobione dawnymi sprzętami codziennego użytku, stanowią tzw. „żyjące muzeum”, a kuchnia oparta jest na lokalnych i ekologicznych produktach pochodzących z własnego gospodarstwa oraz zaprzyjaźnionych źródeł.
Jest to jedno z prywatnych muzeów w województwie warmińsko-mazurskim.

### Mazurski Park Narodowy
Od 2005 roku aktywnie promuje ideę utworzenia Mazurskiego Parku Narodowego w miejsce istniejącego Mazurskiego Parku Krajobrazowego. W 2010 roku był jednym z inicjatorów ogólnopolskiej koalicji organizacji pozarządowych „Oddajcie Parki Narodowi”, której celem była zmiana przepisów ustawy o ochronie przyrody, ograniczających możliwość tworzenia i powiększania parków narodowych przez wymóg uzyskania zgody lokalnych samorządów. W ramach tej inicjatywy zebrano około 250 000 podpisów poparcia dla obywatelskiego projektu ustawy. Jako przedstawiciel Komitetu Inicjatywy Ustawodawczej, dwukrotnie – w styczniu 2011 i styczniu 2012 roku – prezentował projekt ustawy podczas posiedzeń plenarnych Sejmu RP. Następnie uczestniczył w pracach komisji sejmowych oraz specjalnej podkomisji powołanej do rozpatrzenia projektu. Mimo zaangażowania i poparcia społecznego, projekt ustawy nie został uchwalony i ostatecznie trafił do tzw. „sejmowej zamrażarki” .

### Inna działalność
Był wiceprzewodniczącym Rady Mazurskiego Parku Krajobrazowego, członkiem Rady Programowej Radia Olsztyn (od 2008), TVP Olsztyn (od 2011), oraz Muzeum Nowoczesności w Olsztynie.

## Twórczość
Zajmuje się fotografią i malarstwem. Jego obrazy eksponowane są m.in. w „Oberży pod Psem”. Jest współautorem książki Aleje przydrożne. Historia, znaczenie, zagrożenia, ochrona (2009, z Iwoną Liżewską), opublikowanej w serii Ślady w krajobrazie. Publikuje m.in. w czasopismach:  „Borussia”, „Przyroda Polska”, „Zabytki”, „Tygodnik Powszechny” i lokalnej prasie warmińsko-mazurskiej. Od 2008 roku prowadzi blog w „Gazecie Olsztyńskiej”.
Jest stałym współpracownikiem miesięcznika „Dzikie Życie”, na łamach którego od 2006 roku opublikował kilkanaście artykułów poświęconych ochronie krajobrazu kulturowego, przyrody oraz tematyce legislacyjnej związanej z parkami narodowymi. W swoich tekstach poruszał m.in. kwestie obywatelskich inicjatyw ustawodawczych, masowej wycinki drzew przydrożnych, kontrowersyjnych inwestycji drogowych (np. drogi S16), zagrożeń wynikających z lokalizacji farm wiatrowych czy degradacji jezior mazurskich. Wielokrotnie komentował działania Sejmu RP w kontekście ochrony środowiska i roli społeczeństwa obywatelskiego w procesach legislacyjnych. Do jego najczęściej poruszanych tematów należą również idea powołania Mazurskiego Parku Narodowego oraz kampania „Ratujmy Aleje”.
Był autorem lub redaktorem kilku książek, m.in. na temat Alei Przydrożnych, Puszczy Piskiej, zagubionych wiosek mazurskich.

## Nagrody
15 grudnia 2014 roku został odznaczony przez Bronisława Komorowskiego Złotym Krzyżem Zasługi za działalność na rzecz ochrony krajobrazu kulturowego Mazur.